# Hermann Lorenz Weniger
Hermann Lorenz Weniger fue un botánico alemán cuyo campo de estudio fue las espermatofitas.

Orchis intermedia Meigen & Weniger (1819) es una de las especies de orquídea nombrada en su honor.

## Publicaciones

### Libros
- Meigen, johann wilhelm, h.l. Weniger. (1819) Systematisches Verzeichniss der an den Ufern des Rheins, der Roer, der Maas, der Ourte und in den angränzenden Gegenden wild wachsenden und gebaut werdenden phanerogamischen Pflanzen (Directorio sistemático de las plantas fanerógamas silvestres y cultivadas que crecen y florecen en las orillas del Rin, Roer, Mosa, Ourte, y en las zonas limítrofes).[2]
- Meigen, johann wilhelm, h.l. Weniger. (1823) Versuch einer Flora der Ufer des Niederrheins, der Roër, der Maas, der Ourthe, und der angränzenden Gegenden : Enthaltend die Charkteristik der Klassen, Ordnungen und Arten der Pflanzen, nach Linne's Systeme, so wie den medizinischen, chemischen, technologischen und ökonomischen Nutzen derselben. (Un intento de flora de las orillas del Bajo Rin, el Roër, el Mosa, el Ourthe y las áreas circundantes: que contiene las características de las clases, órdenes y tipos de plantas, de acuerdo con los sistemas de Linne, así como sus beneficios médicos, químicos, tecnológicos y económicos).[3]

- La abreviatura «Weniger» se emplea para indicar a Hermann Lorenz Weniger como autoridad en la descripción y clasificación científica de los vegetales.[4]

- «H.L. Weniger». Índice Internacional de Nombres de las Plantas (IPNI). Real Jardín Botánico de Kew, Herbario de la Universidad de Harvard y Herbario nacional Australiano (eds.).